# وقاصلوي سفلي
وقاصلوي سفلي هي قرية في مقاطعة أرومية، إيران. يقدر عدد سكانها بـ 452 نسمة بحسب إحصاء 2016.